# Bob Geldof

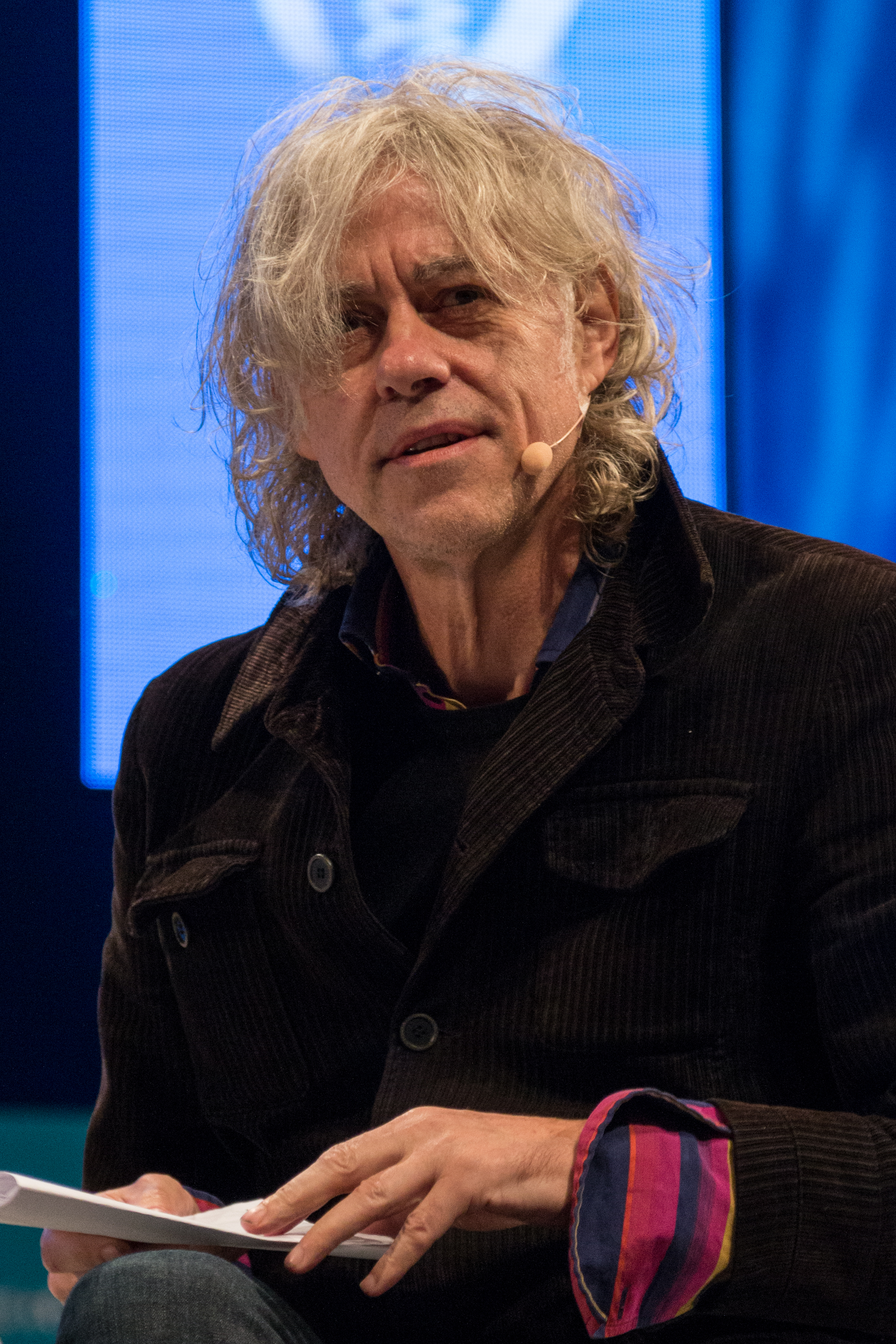
Bob Geldof, 2014

Sir Robert „Bob“ Frederick Zenon Geldof, KBE (* 5. Oktober 1951 in Dún Laoghaire, Irland) ist ein irischer Rockmusiker, der neben seiner musikalischen Karriere seit den 1980er Jahren auch für die Initiierung der Live-Aid-Konzerte sowie für sein sozialpolitisches Engagement gegen die weltweite Armutsentwicklung und für die Entschuldung der sogenannten Dritten Welt bekannt wurde.

## Karriere

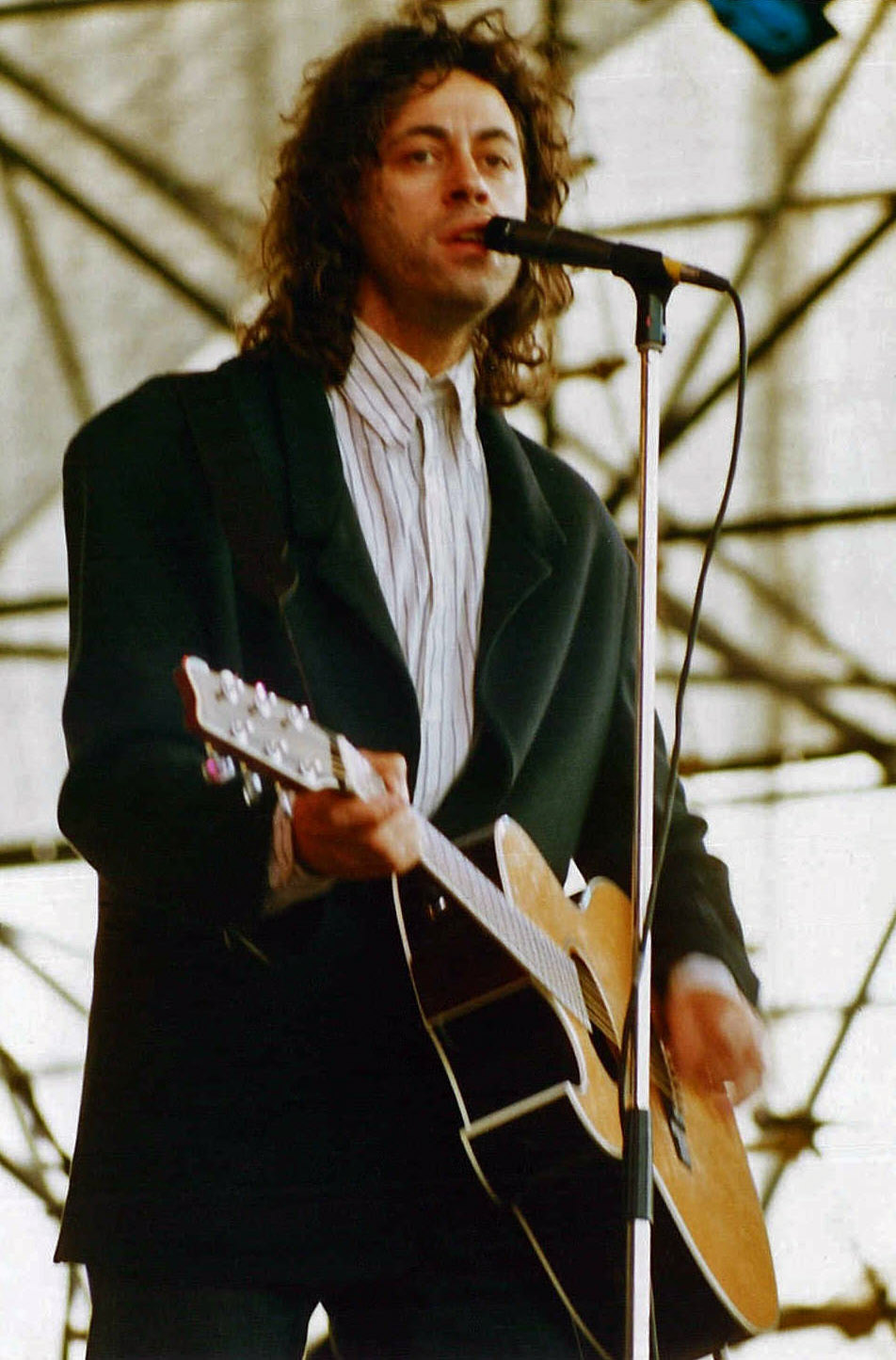
Bob Geldof bei Rock am Ring 1987

Bob Geldof wuchs in der Nähe von Dublin auf. Nach dem Tod der Mutter 1959 übernahm seine ältere Schwester seine Erziehung und schickte ihn auf das katholische Internat Blackrock College. Geldofs Vater Bob sr. starb im August 2010 im Alter von 96 Jahren.
Im Alter von 18 Jahren versuchte sich Geldof als Lastwagenfahrer, war Straßensänger, Englischlehrer und schrieb schließlich Reportagen für das Musikmagazin Georgia Straight in Vancouver. 1975 kehrte er nach Irland zurück und arbeitete dort als freier Journalist für verschiedene Musikzeitungen, u. a. führte er Interviews für den New Musical Express mit Little Richard und Elton John. Bald darauf begann er selbst Musik zu machen und gründete in Dublin The Nightlife Thugs, die ursprünglich Rhythm and Blues spielten. Die Band siedelte 1976 nach England über und änderte ihren Namen in The Boomtown Rats. Beeindruckt von den Sex Pistols und The Clash änderten sie auch ihren musikalischen Stil und bekamen bald einen Plattenvertrag bei Ensign. Als Sänger der Boomtown Rats feierte Geldof in den folgenden Jahren einige musikalische Erfolge. Ihr größter Hit war 1979 das Lied I Don’t Like Mondays, das vom Amoklauf von Brenda Ann Spencer inspiriert wurde. 1982 gab Geldof ein schauspielerisches Gastspiel in der Hauptrolle des Spielfilms Pink Floyd – The Wall.
Im Oktober 1984 sah Geldof zufällig eine Fernsehdokumentation über die damalige Hungersnot in Äthiopien und beschloss spontan, etwas dagegen zu unternehmen. Er schreibt darüber in seiner Autobiographie:

„I went home […] and switched on the television. I saw something that placed my worries in a ghastly new perspective. The news report was of famine in Ethiopia. […] That night I couldn't sleep. […] The images played and replayed in my mind. What could I do? […] Did not the sheer scale of the whole thing call for something more?“

„Ich ging nach Hause […] und schaltete den Fernseher ein. Ich sah etwas, das meine Sorgen in einen grässlichen, neuen Blickwinkel rückte. In der Reportage ging es um die Hungersnot in Äthiopien. […] In dieser Nacht konnte ich nicht schlafen. […] Die Bilder spielten sich wieder und wieder in meinem Kopf ab. Was konnte ich tun? […] Verlangte nicht das schiere Ausmaß der ganzen Sache nach etwas mehr?“

Zusammen mit dem Musiker Midge Ure von der Gruppe Ultravox schrieb Geldof das Lied Do They Know It’s Christmas? und rief das Projekt Band Aid ins Leben, um Geld gegen den Hunger in Äthiopien zu sammeln. Animiert durch den Erfolg des Projektes organisierte er 1985 das weltweite Konzert Live Aid.
Seit 1986 verfolgt Bob Geldof eine musikalische Karriere als Solokünstler.

## Musik

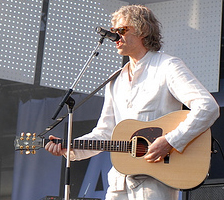
Bob Geldof bei einem Konzert in Rostock (2007)

Die Boomtown Rats, für die Geldof nahezu alle Lieder schrieb, werden der Punk- und New-Wave-Bewegung zugeordnet. Zu Beginn der 1980er Jahre wurde die Musik poppiger.
Auf Geldofs erstem Solo-Album Deep In The Heart Of Nowhere von 1986, setzte er diesen Stil fort, ab Vegetarians of Love, das 1990 erschien, waren deutliche Einflüsse aus dem Irish Folk zu hören; neben der akustischen Gitarre kamen Violine und Akkordeon verstärkt zum Einsatz. Dieses Album hatte einen ruhigen Charakter, der auf The Happy Club 1992 weitestgehend beibehalten wurde. Das nach langer Pause 2001 erschienene Album Sex, Age & Death war kommerziell wenig erfolgreich.

## Soziales und politisches Engagement
Bereits 1982 war Bob Geldof unter anderem mit Sting, Eric Clapton und Phil Collins beim Secret Policeman’s Concert für Amnesty International aktiv.
Geldof war Hauptinitiator des Projekts Band Aid und der weltweiten Benefiz-Konzerte Live Aid am 13. Juli 1985, Band-Aid-II und Band Aid 20 in den Jahren 1989 und 2004, zugunsten der hungernden Bevölkerung Afrikas.
Seit Mitte der 1990er Jahre setzt sich Geldof zusammen mit Bono von U2 für den Schuldenerlass für die Dritte Welt ein. Im Jahre 2005 organisierte er das Live-8-Konzert, welches als Neuauflage des Live-Aid-Konzertes aus dem Jahr 1985 gehandelt wurde. Das Live-8-Konzert fand am 2. Juli 2005 im Hyde Park in London sowie an acht weiteren Orten statt. Diese waren Johannesburg sowie die Hauptstädte der G8-Staaten, Paris, Berlin, Rom, Philadelphia (anstelle von Washington, D.C.), Tokio, Moskau und Barrie (anstelle von Ottawa).
Aufgrund seines humanitären Engagements wurde er schon in den 1980er Jahren als ein Anwärter für den Friedensnobelpreis gesehen. 1986 wurde er zum Knight Commander des Order of the British Empire (KBE) ernannt. Da Geldof Ire ist, ist er damit aber nach britischem Recht nicht in den Ritterstand erhoben worden und auch nicht berechtigt, sich „Sir Robert“ zu nennen. Dies ist Staatsbürgern der Commonwealth Realms vorbehalten. Der norwegische Abgeordnete Jan Simonsen schlug Geldof 2006 erneut für den Friedensnobelpreis vor.
Kurz vor dem G8-Gipfel in Heiligendamm 2007 und dem P8-Konzert in Rostock, an dem Geldof ebenfalls beteiligt war, übernahm er für einen Tag die Redaktion über die Bildzeitung, um auf die schwierige politische Situation in Afrika aufmerksam zu machen.
Seit 2003 engagiert sich Geldof aufgrund persönlicher Erfahrungen für die englische Väterbewegung, insbesondere für Fathers 4 Justice.
2019 wurde durch die Mauritius-Leaks bekannt, dass Geldof die Investmentfirma 8 Miles LLP in Mauritius gegründet hat. Ihm wird vorgeworfen, dadurch Steuern in Afrika zu vermeiden und den Staaten dort zu schaden.

## Privatleben
Bob Geldof war von 1978 bis 1996 mit der Fernsehmoderatorin Paula Yates liiert. 1986 heirateten die beiden und die Ehe wurde nach zehn Jahren geschieden. Aus der Beziehung stammen die drei Töchter Fifi Trixibelle (* 1983), Peaches Honeyblossom (1989–2014) und Little Pixie (* 1990). Zudem erhielt Geldof im Jahr 2000 das Sorgerecht für Heavenly Hiraani Tiger Lily (* 1996), die er auch adoptierte. Sie stammt aus der Beziehung von Yates († 2000) und Michael Hutchence († 1997).

## Diskografie

### Studioalben
| Jahr | Titel                                       | Höchstplatzierung, Gesamtwochen, AuszeichnungChartplatzierungen (Jahr, Titel, Platzierungen, Wochen, Auszeichnungen, Anmerkungen) | Höchstplatzierung, Gesamtwochen, AuszeichnungChartplatzierungen (Jahr, Titel, Platzierungen, Wochen, Auszeichnungen, Anmerkungen) | Höchstplatzierung, Gesamtwochen, AuszeichnungChartplatzierungen (Jahr, Titel, Platzierungen, Wochen, Auszeichnungen, Anmerkungen) | Höchstplatzierung, Gesamtwochen, AuszeichnungChartplatzierungen (Jahr, Titel, Platzierungen, Wochen, Auszeichnungen, Anmerkungen) | Höchstplatzierung, Gesamtwochen, AuszeichnungChartplatzierungen (Jahr, Titel, Platzierungen, Wochen, Auszeichnungen, Anmerkungen) | Anmerkungen                         |
| Jahr | Titel                                       | DE | AT | CH | UK | US | Anmerkungen                         |
| ---- | ------------------------------------------- | --- | --- | --- | --- | --- | ----------------------------------- |
| 1986 | Deep in the Heart of Nowhere                | DE27 (10 Wo.)DE | — | CH15 (8 Wo.)CH | UK79 Gold · (1 Wo.)UK | US130 (12 Wo.)US | Erstveröffentlichung: November 1986 |
| 1990 | The Vegetarians of Love                     | DE15 (20 Wo.)DE | AT27 (1 Wo.)AT | CH20 (10 Wo.)CH | UK21 (6 Wo.)UK | — | Erstveröffentlichung: Juli 1990     |
| 1992 | The Happy Club                              | DE60 (8 Wo.)DE | — | CH39 (1 Wo.)CH | — | — | Erstveröffentlichung: Oktober 1992  |
| 2001 | Sex, Age & Death                            | — | — | — | — | — | Erstveröffentlichung: Oktober 2001  |
| 2011 | How to Compose Popular Songs That Will Sell | — | — | — | UK89 (1 Wo.)UK | — | Erstveröffentlichung: Februar 2011  |

### Kompilationen
- 1994: Loudmouth – The Best of Bob Geldof & The Boomtown Rats
- 2005: Great Songs of Indifference: The Anthology 1986–2001

### Singles
| Jahr | Titel Album                                                  | Höchstplatzierung, Gesamtwochen, AuszeichnungChartplatzierungen (Jahr, Titel, Album, Platzierungen, Wochen, Auszeichnungen, Anmerkungen) | Höchstplatzierung, Gesamtwochen, AuszeichnungChartplatzierungen (Jahr, Titel, Album, Platzierungen, Wochen, Auszeichnungen, Anmerkungen) | Höchstplatzierung, Gesamtwochen, AuszeichnungChartplatzierungen (Jahr, Titel, Album, Platzierungen, Wochen, Auszeichnungen, Anmerkungen) | Höchstplatzierung, Gesamtwochen, AuszeichnungChartplatzierungen (Jahr, Titel, Album, Platzierungen, Wochen, Auszeichnungen, Anmerkungen) | Anmerkungen                          |
| Jahr | Titel Album                                                  | DE | CH | UK | US | Anmerkungen                          |
| ---- | ------------------------------------------------------------ | --- | --- | --- | --- | ------------------------------------ |
| 1986 | This Is the World Calling Deep in the Heart of Nowhere       | DE28 (9 Wo.)DE | CH18 (6 Wo.)CH | UK25 (6 Wo.)UK | US82 (6 Wo.)US | Erstveröffentlichung: Oktober 1986   |
| 1986 | Love Like a Rocket Deep in the Heart of Nowhere              | — | — | UK61 (5 Wo.)UK | — | Erstveröffentlichung: Dezember 1986  |
| 1990 | The Great Song of Indifference Vegetarians of Love           | DE20 (17 Wo.)DE | — | UK15 (6 Wo.)UK | — | Erstveröffentlichung: Juni 1990      |
| 1990 | Love or Something Vegetarians of Love                        | DE55 (10 Wo.)DE | — | UK86 (3 Wo.)UK | — | Erstveröffentlichung: September 1990 |
| 1992 | Room 19 (Sha La La La Lee) Happy Club                        | DE53 (11 Wo.)DE | — | — | — | Erstveröffentlichung: August 1992    |
| 1994 | Crazy Loudmouth – The Best of Bob Geldof & The Boomtown Rats | DE72 (8 Wo.)DE | — | UK65 (1 Wo.)UK | — | Erstveröffentlichung: April 1994     |

Weitere Singles
- 1987: Heartless Heart
- 1987: I Cry Too
- 1987: In the Pouring Rain
- 1990: A Gospel Song
- 1992: My Hippy Angel
- 1993: The Happy Club
- 1993: Yeah, Definitely
- 2002: Pale White Girls
- 2011: Silly Pretty Thing
- 2011: Here’s To You

## Ehrungen

### Rittertitel
Geldof wurde 1986 von Königin Elisabeth II. zum Ritter geschlagen, darf den Titel Sir jedoch als Staatsangehöriger der Republik Irland nicht tragen; dies ist Bürgern des Vereinigten Königreichs von Großbritannien und Nordirland oder eines Commonwealth Realms vorbehalten. Den honorary knighthood („Rittertitel ehrenhalber“) kann er lediglich durch ein dem Namen nachgesetztes KBE (für Knight Commander of the Order of the British Empire) ausdrücken. Dennoch wird er auch als Sir Bob bezeichnet.

### Auszeichnungen
- 1985 – MTV Video Music Awards: Special Recognition Award
- 2005 – Rose d’Or Charity Award für Live Aid
- 2005 – Free Your Mind Award (im Rahmen der MTV Europe Music Awards 2005)
- 2006 – Echo für Besondere musikalische Leistungen
- 2006 – Amadeus Austrian Music Award für die beste Musik-DVD „Live 8“
- 2007 – M100 Media Award (M100 Sanssouci Colloquium)
- 2009 – Life Time Charity Award des Gentlemen’s-Quarterly-Magazins[10]
- 2011 – Ordensträger „Sozial“ des Dresdner St. Georgs Ordens des Semperopernballs
- 2016 – Patron’s Medal der Royal Geographical Society[11]
- 2019 – Ehrendoktor der University of Limerick[12]